# 아돌프 폰 바이어

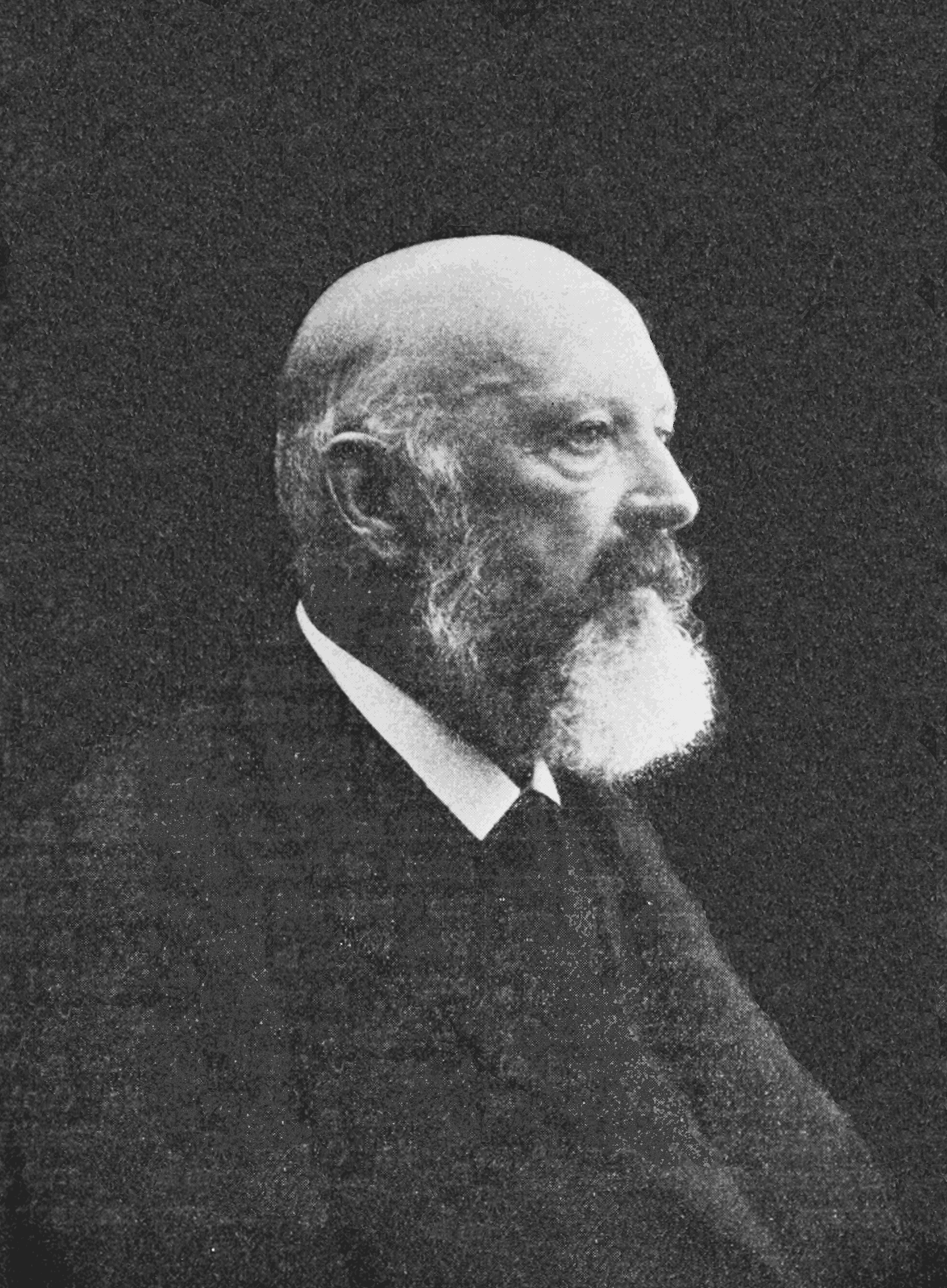
아돌프 폰 베이어 (1905 - 1907년)

요한 프리드리히 빌헬름 아돌프 폰 바이어(독일어: Johann Friedrich Wilhelm Adolf von Baeyer, 1835년 10월 31일 ~ 1917년 8월 20일)는 독일의 화학자이다. 하이델베르크 대학에서 분젠에게 배웠고, 후에 케쿨레의 지도를 받았다. 색소에 관한 연구를 하였으며, 1875년 뮌헨 대학교의 교수가 되어 이후 40년간 대학에서 연구에 몰두하였다. 포름알데히드의 축합 반응, 하이드로벤젠, 녹색 식물에 의한 탄소 동화 작용 등 유기 화학의 연구 논문을 많이 발표하여 유기 합성 화학에 특히 큰 공적을 남겼다. '쪽'이라는 식물에서 나는 남빛의 물감 인디고를 연구하여, 그 화학 구조를 밝혀내어 독일의 염료 공업의 기초를 세웠다. 1905년 노벨 화학상을 받았다.

## 같이 보기
- 바르비투르산
- 인돌
- 페놀프탈레인